# 庾黔弼
庾 黔弼（ユ、グムビル、朝鮮語: 유금필/유검필、 - 941年）は、高麗建国期の軍人。諡号は忠節。朝鮮氏族の茂松庾氏の始祖で、先祖は、新羅初期に中国から新羅に帰化した庾荀悠である。

## 人物
平州（黄海北道平山郡）出身の軍人。923年には女真族の懐柔策に手腕を発揮し、多くを帰附させた。925年には征西大将軍として後百済軍を攻撃し、大きな軍港を立てた。また936年には黒水、達姑、鉄勒などの女真族の精鋭騎兵を指揮して後百済軍を破るなど、高麗太祖を支援して三韓統一に功績を挙げ、三重大匡統合三韓翊贊公臣に封ぜられ、また功臣として太祖の廟庭に祀られた。